# Sean Ellis
Pour les articles homonymes, voir Ellis.
Ne doit pas être confondu avec Shaun Ellis.
Sean Ellis est un réalisateur, producteur, scénariste et photographe anglais, né en 1970 à Brighton (Angleterre du Sud-Est).

## Biographie

### Enfance et formation
Sean Ellis naît en 1970 à Brighton, en Angleterre du Sud-Est. Dès son enfance, il crée un véritable lien avec la photographie[réf. souhaitée].
En 1994, il quitte sa ville natale pour Londres, où il réalise plusieurs photos de mannequinat[réf. souhaitée]. Jusqu'à la fin des années 1990, il travaille ainsi pour des magazines tels que I-D, The face, Confused, et surtout à Vogue[réf. souhaitée].

### Carrière
Il réalise ensuite des spots publicitaires pour Jean-Paul Gaultier, Land Rover, Rimmel, EA Games, Roberto Cavalli, 02, The Big Issue Foundation, Bravo et Nike, ainsi que des clips musicaux pour Kosheen (Hungry), Boris Dlugosch avec Róisín Murphy (Never Enough), Lamb (Gabriel), Amanda Ghost (Filthy Mind), ou encore All Saints (version européenne de Never Ever).[réf. nécessaire]
Il passe enfin à la réalisation cinématographique. Il réalise d'abord deux courts métrages : Left Turn (2001), puis Cashback  (2004), qui sera nommé aux Oscars et qu'il étendra en son premier long métrage en 2006.
En 2015, il tourne, à Prague (Tchéquie), le film de guerre Opération Anthropoid (Anthropoid, 2016) qu'il a écrit en compagnie d'Anthony Frewin, ancien assistant de Stanley Kubrick devenu écrivain, sur l'assassinat du SS-Obergruppenführer Reinhard Heydrich, avec Cillian Murphy et Jamie Dornan.
En 2019, Deadline révèle son tournage du film d'horreur Eight for Silver (The Cursed, 2021) à Cognac (France), en tant que scénariste et réalisateur, avec les acteurs Boyd Holbrook, Kelly Reilly et Alistair Petrie. Son film est projeté en avant-première, le 30 janvier 2021, au Festival du film de Sundance.

## Filmographie

### Réalisateur

#### Longs métrages
- 2006 : Cashback
- 2008 : The Broken
- 2013 : Metro Manila
- 2016 : Opération Anthropoid (Anthropoid)
- 2021 : Eight for Silver (The Cursed)
- 2024 : The Cut

#### Courts métrages
- 2001 : Left Turn
- 2004 : Cashback
- 2008 : Voyage d'affaires
- 2015 : The Proposal

#### Clips musicaux
- 1997 : Never Ever de All Saints
- 2001 : Gabriel de Lamb

### Scénariste

#### Longs métrages
- 2006 : Cashback de lui-même
- 2008 : The Brøken de lui-même
- 2013 : Metro Manila de lui-même
- 2014 : CityLights de Hansal Mehta
- 2021 : Eight for Silver (The Cursed) de lui-même

#### Courts métrages
- 2001 : Left Turn de lui-même
- 2004 : Cashback de lui-même
- 2008 : Voyage d'affaires de lui-même
- 2015 : The Proposal de lui-même

### Producteur

#### Longs métrages
- 2006 : Cashback de lui-même
- 2008 : Flashbacks of a Fool de Baillie Walsh (producteur délégué)
- 2013 : Metro Manila de lui-même (producteur délégué)
- 2014 : CityLights de Hansal Mehta (producteur délégué)
- 2016 : Opération Anthropoid (Anthropoid)
- 2021 : Eight for Silver (The Cursed) de lui-même

#### Court métrage
- 2008 : Voyage d'affaires de lui-même

## Distinctions

### Récompenses
- British Independent Film Awards 2013 :
  - Meilleur film pour Metro Manila
  - Meilleur réalisateur
  - Meilleure production

### Nomination
- Festival de Sarlat[Quand ?] : grand prix du public pour[Lequel ?]